# 218e division d'infanterie (Empire allemand)
Pour les articles homonymes, voir 218e division d'infanterie.
La 218e division d'infanterie est une unité de l'armée allemande créée en 1916 qui participe à la Première Guerre mondiale sur le front de l'est. Initialement en Galicie, la division est ensuite envoyée en Roumanie où elle combat jusqu'à la fin du conflit. En novembre, la division est transférée sur le front serbe avant son rapatriement en Allemagne et sa dissolution au cours de l'année 1919.

## Première Guerre mondiale

### Composition

#### 1916
- 204e régiment d'infanterie de réserve
- 256e régiment d'infanterie de réserve
- 5e régiment de landwehr
- 85e régiment d'artillerie de campagne

#### 1917
- 62e brigade d'infanterie

204e régiment d'infanterie de réserve
256e régiment d'infanterie de réserve
5e régiment de landwehr
- 4e escadron du 1er régiment de dragons de la Garde
- 85e régiment d'artillerie de campagne
- 218e bataillon de pionniers

#### 1918
- 62e brigade d'infanterie

256e régiment d'infanterie de réserve
2e bataillon du 5e régiment de landwehr
- 4e escadron du 1er régiment de dragon de la Garde
- 85e régiment d'artillerie de campagne

### Historique
La division est formée du 204e régiment d'infanterie issu de la 43e division de réserve, du 256e régiment d'infanterie issu du groupe Mitau et du 5e régiment de Landwehr issu de la 5e division de Landwehr (de).

#### 1916
- formée dans la région de Brest Litovsk, la division est transférée en Galicie dans le secteur de Brody.
- 20 septembre - 5 novembre : engagée dans la bataille de Kovel.
- 5 - 25 novembre : occupation d'un secteur entre la Styr et le Stokhid.
- décembre : la division est envoyée sur le front roumain et occupe un secteur vers Oituz[1].

#### 1917
- janvier - juin : la division est en ligne entre la vallée du Trotuș et la vallée de la Putna (en)[1].
- juillet - août : occupation de secteur en Transylvanie et dans les Carpates, puis sur la rive occidentale de la Moldova.
- septembre - décembre : occupation d'un secteur le long du Siret.

#### 1918
- à partir du 10 décembre 1917 et jusqu'au  11 novembre 1918, la division devient force d'occupation en Roumanie. En novembre, la division fait partie du groupe Mackensen et se retrouve en Hongrie avant son rapatriement vers l'Allemagne[1]. La division est dissoute durant l'année 1919.

## Chefs de corps
| Grade           | Nom                     | Date                            |
| --------------- | ----------------------- | ------------------------------- |
| Generalleutnant | Konstantin Gentner      | 7 septembre 1916 - 21 juin 1917 |
| Generalleutnant | Ernst Armin von Nostitz | 22 juin 1917 - 22 juin 1919     |